# Будогощь
Бу́догощь — посёлок городского типа в Киришском районе Ленинградской области России, административный центр Будогощского городского поселения.

## История
Деревня Будогощь упоминается в переписи 1710 года в Никольском Пчевском погосте Заонежской половины Обонежской пятины.
Селение Будогощь обозначено на карте Новгородского наместничества 1792 года А. М. Вильбрехта.
На карте Ф. Ф. Шуберта 1844 года, на реке Пчёвже упомянуты уже две деревни: на левом берегу деревня Будагощь, состоящая из 29 крестьянских дворов и на правом берегу ещё одна, небольшая деревня Будагощь.

БОЛЬШАЯ-БУДОГОЩА — деревня Будогощского общества, прихода села Буткова.

Крестьянских дворов — 56, некрестьянских — 1. Строений — 81, в том числе жилых — 58.

Число жителей по семейным спискам 1879 г.: 143 м. п., 132 ж. п.; по приходским сведениям 1879 г.: 124 м. п., 118 ж. п.

МАЛАЯ-БУДОГОЩА — деревня Будогощского общества, прихода села Буткова.

Крестьянских дворов — 19, некрестьянских — 1. Строений — 33, в том числе жилых — 21.

Число жителей по семейным спискам 1879 г.: 53 м. п., 45 ж. п.; по приходским сведениям 1879 г.: 50 м. п., 36 ж. п.

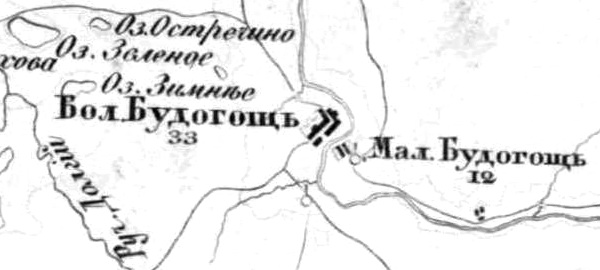
Деревни Большая и Малая Будогощь на карте Ф. Ф. Шуберта

На «Военно-топографической карте Новгородской губернии» составленной по данным 1890 года упомянута Большая Будогощь из 33 дворов и Малая Будогощь из 12.
Деревни административно относились к Васильковской волости 3-го земского участка 4-го стана Тихвинского уезда Новгородской губернии.
В начале XX века в 2½ верстах от деревни Большая Будогощь находилась сопка.

БОЛЬШАЯ БУДОГОЩА — деревня при реке Пчевжа, число дворов — 74, число домов — 69, число жителей: 210 м. п., 226 ж. п.; Две лавки. Земская школа. 

МАЛАЯ БУДОГОЩА — деревня при реке Пчевжа, число дворов — 31, число домов — 26, число жителей: 70 м. п., 87 ж. п. (1910 год)

Посёлок возник в 1914 году в связи с началом строительства железной дороги Мга — Рыбинск. Название — от близлежащих деревнь Большая и Малая Будогоща.
С 1 марта 1917 по 31 июля 1927 года посёлок Будогощь входил в состав Васильковской волости Тихвинского уезда Череповецкой губернии. Деревни Большая Будогощь и Малая Будогощь с 1 марта 1917 по 31 мая 1918 года входили в состав Васильковской волости Тихвинского уезда Новгородской губернии, с 1 июня 1918 по 31 июля 1927 года — Череповецкой губернии.
С августа 1927 года посёлок Будогощь в составе Будогощенского поссовета Будогощенского района, деревни Большая Будогощь и Малая Будогощь — Будогощенского сельсовета. В 1927—1931 годах посёлок Будогощь являлся административным центром Будогощенского района.
Согласно постановлению президиума ВЦИК от 20 апреля 1930 года посёлок Будогощь был отнесен к категории рабочих посёлков.

Деревни Большая и Малая Будогощь на карте 1932 года

Согласно карте Ленинградской области Северо-западного аэрогеодезического треста ГГУ издания 1932 года деревня Большая Будогощь насчитывала 45 крестьянских дворов, Малая Будогощь — 17. В первой отмечена почтово-телеграфная контора, во второй: часовня, кирпичный завод и водяная мельница. С января 1932 года посёлок и деревни находились в составе Киришского района.
По данным 1933 года смежная деревня Будогощь являлась административным центром Будогощенского сельсовета Киришского района, в который входили 6 населённых пунктов: деревни Большая Будогощь, Малая Будогощь, Залесье, Кровино Сельцо, Могилёво, и хутор Узики, общей численностью населения 1535 человек.
По данным 1936 года в состав Будогощенского сельсовета входили 4 населённых пункта, 297 хозяйств и 3 колхоза.

Посёлок Будогощь, деревни Большая и Малая Будогощь на карте 1937 года

Согласно топографической карте РККА 1937 года посёлок Будогощь насчитывал 260 крестьянских дворов, в посёлке находились школа и почтовое отделение. В деревнях был организован колхоз «Красный Пахарь», работал кирпичный завод и школа, на реке Пчёвже располагалась мукомольная водяная мельница.
Согласно переписи населения СССР 1939 года население рабочего посёлка Будогощь составляли 983 мужчины и 1170 женщин, всего 2145 человек. Население деревни Большая Будогощь составляли 256 мужчин и 277 женщин, всего 533 человека. В деревне Малая Будогощь проживали 95 мужчин и 111 женщин, всего 206 человек. 
По данным 1940 года население деревень Большая Будогощь и Малая Будогощь составляло 740 человек.
С октября по декабрь 1941 года посёлок был оккупирован немецко-фашистскими захватчиками. C 19 февраля 1944 года до временного упразднения района 1 февраля 1963 года в посёлке размещался центр Киришского района.
1 января 1949 года деревни Большая Будогощь и Малая Будогощь были включены в состав рабочего посёлка Будогощь.
С 1 февраля 1963 года посёлок Будогощь в составе Волховского района.
С 1 января 1965 года — вновь в составе Киришского района.
По данным 1973 года в посёлке располагались центральные усадьбы совхозов «Будогощь» и «Штурм».
По данным 1990 года в посёлке Будогощь проживали 5100 человек. Посёлок являлся административным центром Будогощского сельсовета, в который входили 20 населённых пунктов: деревни Бестоголово, Горятино, Градоша, Гремячево, Дидлово, Дорожницы, Званка, Змеева Новинка, Клинково, Ключи, Ключи, Красная Горка, Крестцы, Лашино, Олешенька, Половинник, Рахово, Смолино, Среднее Село, Яшкино; посёлок при станции Горятино, общей численностью населения 587 человек.

## География
Посёлок расположен в южной части области на региональной автодороге 41К-115 Кириши — Будогощь — Смолино. Расстояние до районного центра города Кириши 34 км.
Узел железнодорожных линий на Санкт-Петербург, Сонково, Тихвин. Через посёлок протекает река Пчёвжа. 
Находится на небольшой возвышенности, окружён сосновым лесом между рекой Пчёвжой и многочисленными озёрами: Острочинным, Зимним, Зелёным, Черёмуховым, Светлым, Мошным, Линным. Разные части посёлка имеют свои исторические названия: Малая Будогощь на правом берегу Пчёвжи, Зелёный хутор на берегу Зелёного озера, хутор Лесной у озера Зимнего.

## Демография
| 1910  | 1932  | 1933  | 1935  | 1939  | 1943  | 1945  |
| ----- | ----- | ----- | ----- | ----- | ----- | ----- |
| 593   | ↗1400 | ↗1500 | ↘1300 | ↗2145 | ↘1975 | ↗2449 |
| 1959  | 1970  | 1979  | 1989  | 1990  | 1997  | 2002  |
| ↗4949 | ↘4548 | ↘4492 | ↗4673 | ↗5100 | ↘4400 | ↘3885 |
| 2006  | 2009  | 2010  | 2012  | 2013  | 2014  | 2015  |
| ↘3800 | ↗3820 | ↗3871 | ↗4011 | ↗4036 | ↗4060 | ↘4056 |
| 2016  | 2017  | 2018  | 2019  | 2020  | 2021  | 2023  |
| ↘3999 | ↘3947 | ↘3881 | ↘3752 | ↘3633 | ↘2656 | ↘2545 |
| 2024  | 2025  |       |       |       |       |       |
| ↘2476 | ↘2439 |       |       |       |       |       |

### Национальный состав
Согласно данным Всероссийской переписи населения 2021 года в посёлке проживали 2656 человек, из них:
 русские — 2523, цыгане — 35, украинцы — 12, татары — 5, белорусы — 3, молдаване — 2, поляки — 2, армяне — 1, вепсы — 1, карелы — 1, марийцы — 1, мордва — 1, таджики — 1, узбеки — 1, финны — 1, чеченцы — 1, другие национальности — 30 человек, остальные национальность не указали.

## Экономика
Деревообрабатывающие предприятия, животноводческий комплекс молочно-мясного направления, молочный завод, кондитерская фабрика (закрыта с 2000 года).

## Инфраструктура
На берегах Светлого и Черёмухового озёр круглый год функционируют базы отдыха и санаторий-профилакторий.
Вниз по течению реки Пчёвжи, в сторону деревни Могилёво, на месте бывшего аэродрома в песчаном карьере находится большой дачный массив садоводство «Ракитино».

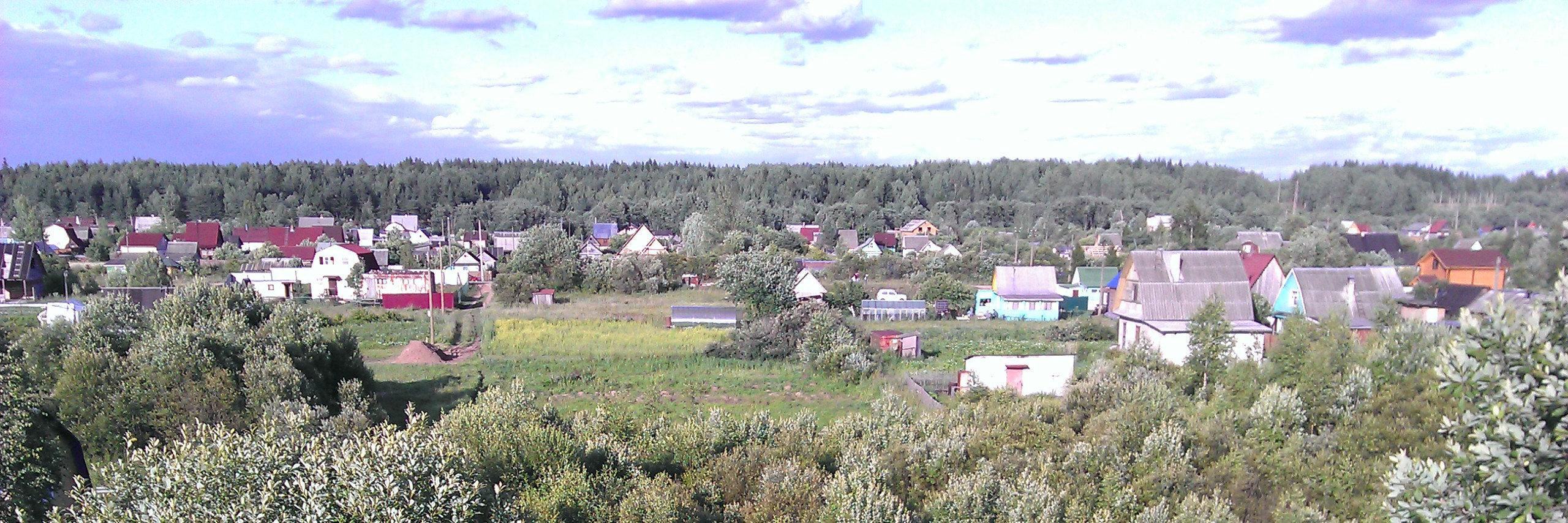
Садоводство Ракитино

## Транспорт
Автобусное сообщение с населёнными пунктами Крапивно, Смолино, Клинково, Половинник, Луг и Кириши.
Пригородные поезда:
- № 6371, 6373, 6379, 6381, 6385, 6389 Санкт-Петербург — Будогощь,
- № 6043 Волхов — Будогощь,
- № 6965 Тихвин — Будогощь (по средам и субботам).

Поезд:
- № 610 Санкт-Петербург — Будогощь — Сонково[43][44].

## Религия
- Церковь Успения Пресвятой Богородицы, 2008 года постройки, деревянная, действующая[45].

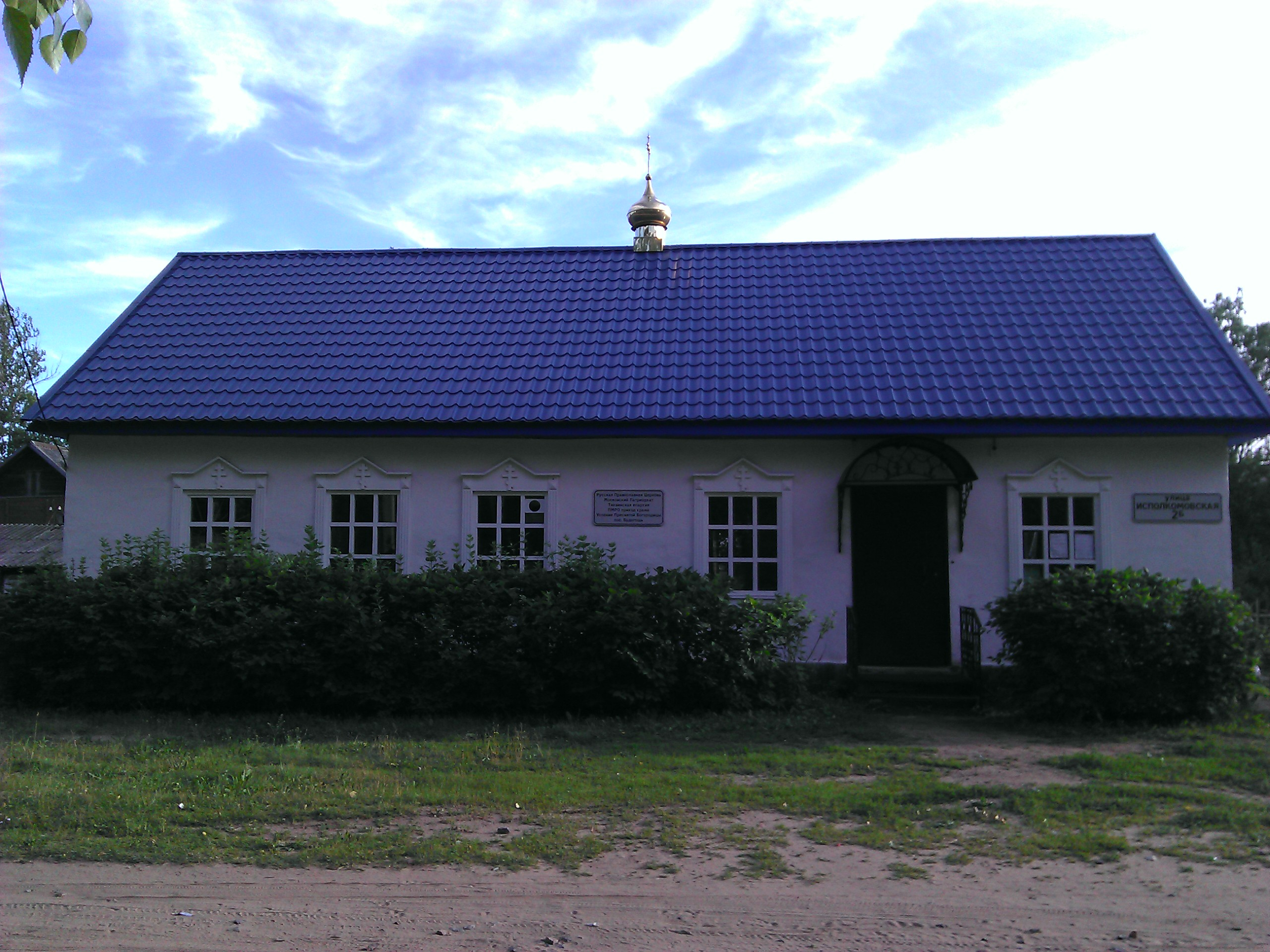
Церковь Успения Пресвятой Богородицы

## Достопримечательности
Остатки Будогощской ГЭС на реке Пчёвже. В окрестностях посёлка имеются озёра — места массового отдыха. Работают детские лагеря, турбазы.

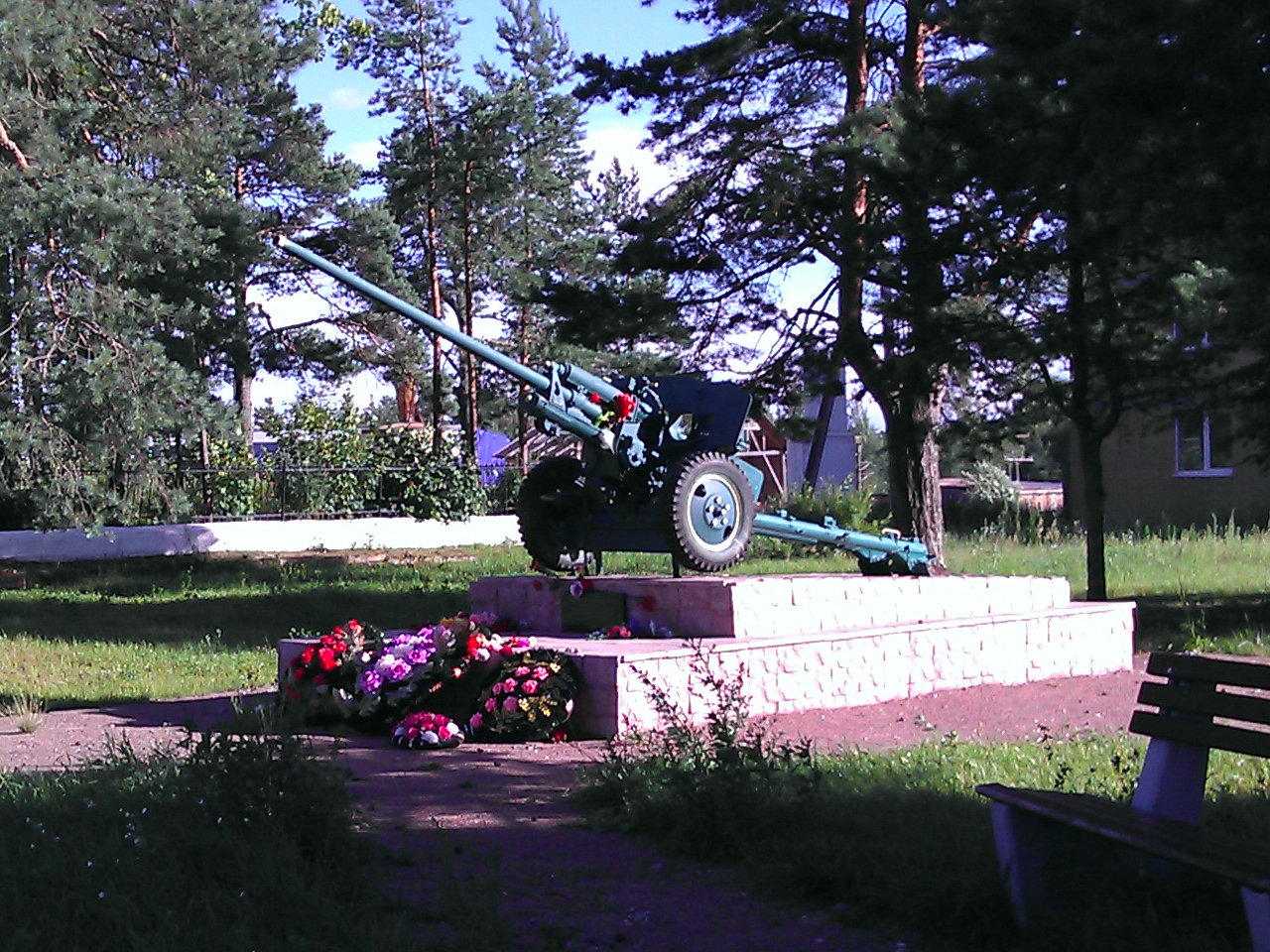
Памятник «Противотанковая пушка ЗИС-2»
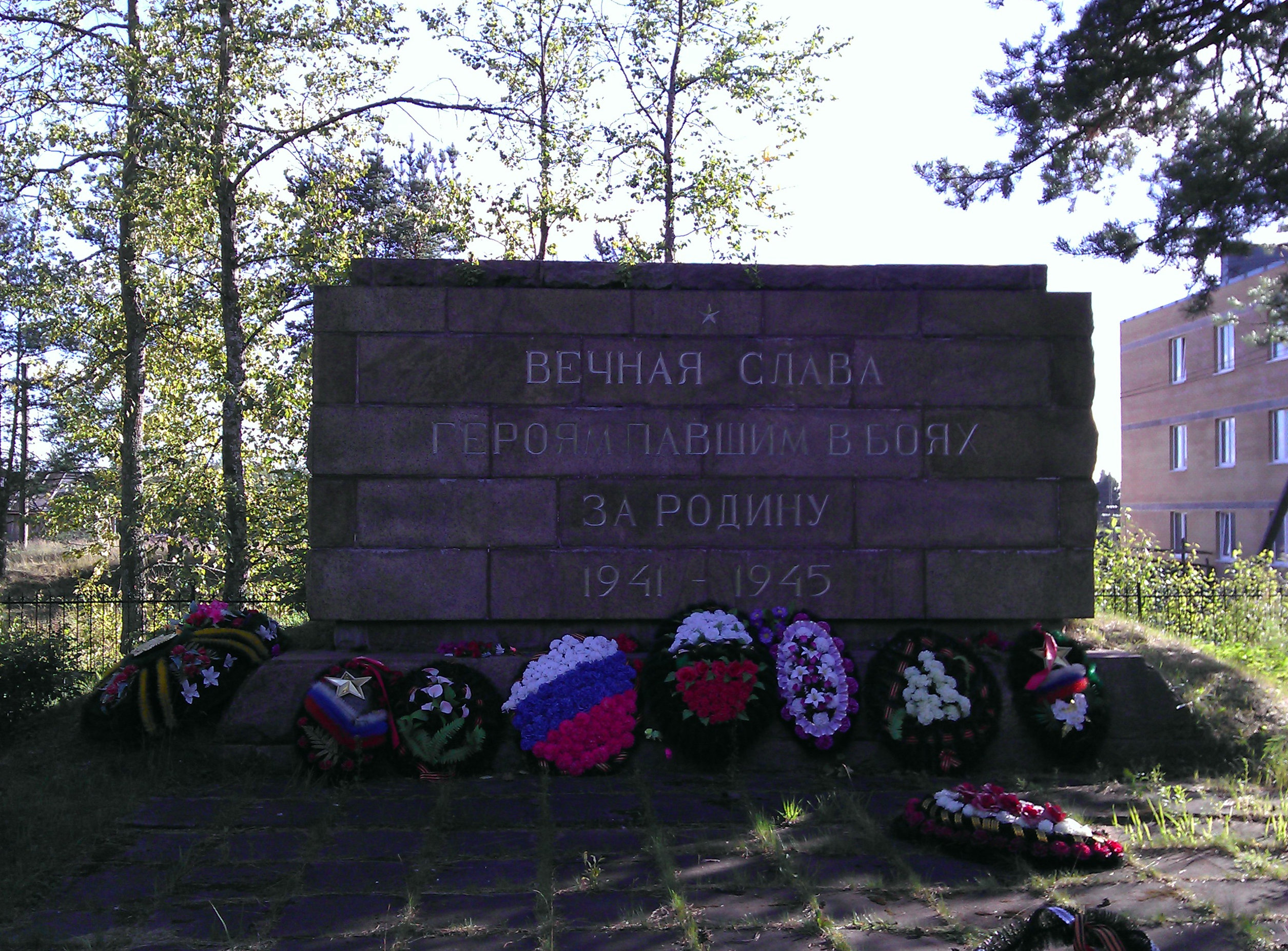
Мемориал «Вечная память героям, павшим в боях за родину 1941—1945»
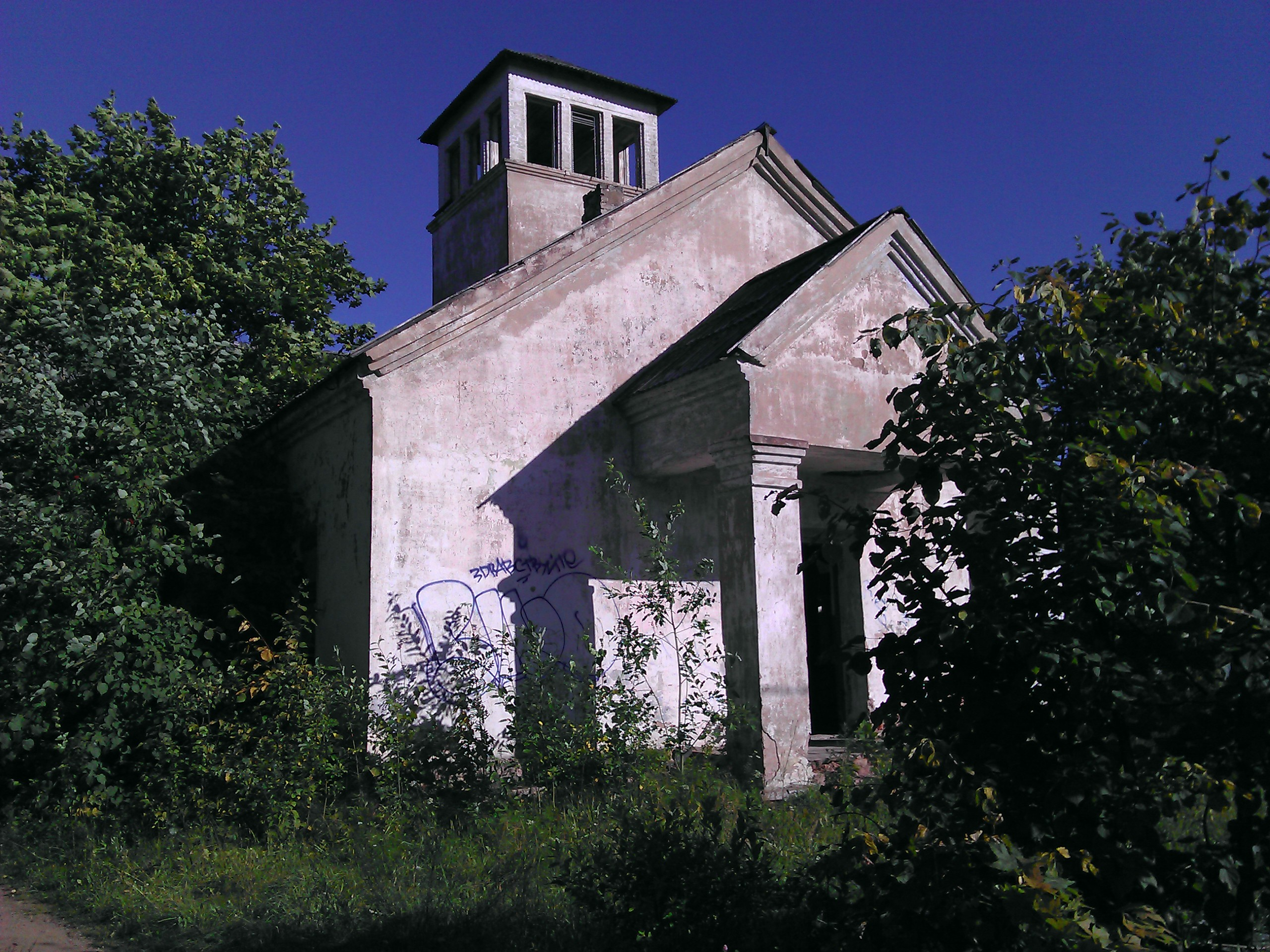
Заброшенное здание пожарной части

## Улицы
Берёзовый переулок, Боровая, Гоголя, Делегатская, Железнодорожная, Заводская, Заозёрная, Заречная, Зелёная Набережная, Исполкомовская, Калинина, Кирова, Кирпичная, Коммунальная, Комсомольская, Кооперативная, Лесная, Лесной переулок, М. Горького, Механизаторов, Мичурина, Молодёжная, Некрасова, переулок Новаторов, Новая, Новосёлов, Озёрная, Октябрьская, Первомайская, Песочная, Пионерская, Пушкина, Рождественская, Советская, переулок Современников, Сосновый переулок, Строителей, Усадебный переулок, Учительская, Хвойная, Школьная, Южная.